# Лажединью
Лажединью (порт. Lajedinho)  —  муниципалитет в Бразилии, входит в штат Баия. Составная часть мезорегиона Северо-центральная часть штата Баия. Входит в экономико-статистический микрорегион Итабераба. Население составляет 2986 человек на 2006 год. Занимает площадь 807,336 км². Плотность населения — 3,7 чел./км².

## Статистика
- Валовой внутренний продукт на 2003 год составляет 22 685 818,00 реалов (данные: Бразильский институт географии и статистики).
- Валовой внутренний продукт на душу населения на 2003 год составляет 6278,94 реалов (данные: Бразильский институт географии и статистики).
- Индекс развития человеческого потенциала на 2000 год составляет 0,583 (данные: Программа развития ООН).